# Whatcha Gonna Do? (album Jayo Felony’ego)
Whatcha Gonna Do? – wydany 25 sierpnia 1998 roku przez wytwórnię Def Jam album amerykańskiego rapera Jayo Felony’ego. Album został dobrze przyjęty przez krytyków, a także był komercyjnym sukcesem osiągając #46 miejsce na liście Billboard 200 i #8 na Top R&B/Hip-Hop Albums. Promują go dwa single: „Whatcha Gonna Do?” i „Nitty Gritty”. Na albumie wystąpili gościnnie 8Ball & MJG, Method Man, DMX, Mack 10, WC, Redman, Kokane, Ice Cube i E-40.

## Lista utworów
| #  | Tytuł                                         | Producent(ci) | Występujący                      | Długość |
| -- | --------------------------------------------- | ------------- | -------------------------------- | ------- |
| 1  | „Intro (Skit)”                                | DJ Silk       |                                  | 2:19    |
| 2  | „Nobody On Dry Land”                          |               | T-Phunk                          | 3:06    |
| 3  | „How Angry”                                   | T-Mix         | Jayo Felony, 8Ball & MJG         | 3:40    |
| 4  | „Whatcha Gonna Do?”                           | DJ Silk       | Jayo Felony, Method Man, DMX     | 4:34    |
| 5  | „Easy To Get In”                              | DJ Silk       | Jayo Felony                      | 3:39    |
| 6  | „Whatcha Gonna Do? (Remix)”                   | DJ Silk       | Jayo Felony, Mack 10, WC, Redman | 4:30    |
| 7  | „Nitty Gritty”                                | E-A-Ski       | Jayo Felony                      | 3:10    |
| 8  | „I'm Deadly”                                  | E-A-Ski       | Jayo Felony                      | 3:21    |
| 9  | „On The Way To 47 Block (Skit)”               | DJ Silk       |                                  | 1:06    |
| 10 | „Gettin' Loop Loop (Skit)”                    | DJ Silk       |                                  | 1:05    |
| 11 | „Lovely”                                      | T-Phunk       | Jayo Felony                      | 4:35    |
| 12 | „Bumpin'”                                     | Jayo Felony   | Jayo Felony                      | 4:19    |
| 13 | „Love Don't Love”                             | DJ Silk       | Jayo Felony, Kokane              | 4:33    |
| 14 | „Finna Shit on 'Em”                           | E-A-Ski       | Jayo Felony, Mack 10             | 3:59    |
| 15 | „Hustle In To My Genes”                       | E-A-Ski       | Jayo Felony                      | 4:39    |
| 16 | „End of the World”                            | Jayo Felony   | Jayo Felony                      | 4:18    |
| 17 | „J.A.Y.O. – Justice Against Y'all Oppressors” | T-Phunk       | Jayo Felony, Ice Cube, E-40      | 4:38    |
| 18 | „Outro (Skit)”                                | DJ Silk       |                                  | 2:16    |